# Suezichthys notatus
Suezichthys notatus là một loài cá biển thuộc chi Suezichthys trong họ Cá bàng chài. Loài này được mô tả lần đầu tiên vào năm 1958.

## Từ nguyên
Từ định danh của loài cá này trong tiếng Latinh có nghĩa là "được đánh dấu", hàm ý đề cập đến các vêt đốm nâu ở sau mắt và một đốm khác trên màng vây bọc lấy hai gai vây lưng đầu tiên.

## Phạm vi phân bố và môi trường sống
S. notatus có phạm vi phân bố ở Tây và Bắc Thái Bình Dương. Loài này được phát hiện ở Okinoshima (Nhật Bản), bao gồm quần đảo Ryukyu và quần đảo Ogasawara; đảo Oahu (quần đảo Hawaii). Ghi nhận về sự xuất hiện của S. notatus ở Tây Úc có lẽ là nhầm lẫn với Suezichthys cyanolaemus.
Loài này sống xung quanh các rạn đá ngầm ở vùng nước sâu hơn 40 m, và độ sâu tối đa mà S. notatus được phát hiện là 272 m ở Hawaii.

## Mô tả
S. notatus có chiều dài cơ thể tối đa được ghi nhận là 14,2 cm. Có các hàng vảy trên má: 2 hàng ở sau mắt và 3 hàng ở dưới mắt, cũng như 5 vảy ở trước vây lưng. Có một lớp vảy nhỏ ở gốc vây lưng và vây hậu môn. Vảy trên cơ thể lớn.
Số gai ở vây lưng: 9; Số tia vây ở vây lưng: 11; Số gai ở vây hậu môn: 3; Số tia vây ở vây hậu môn: 10; Số gai ở vây bụng: 1; Số tia vây ở vây bụng: 5.